# Єнбек (Шал-акина район)
Єнбе́к (каз. Еңбек) — село у складі району Шал-акина Північноказахстанської області Казахстану. Входить до складу Новопокровського сільського округу, раніше входило до складу ліквідованої Єнбецької сільської ради.
До 16 серпня 1971 року село називалось Каргали.
Населення — 56 осіб (2021; 161 у 2009, 253 у 1999, 254 у 1989).
Національний склад станом на 1989 рік:
- казахи — 100 %.